# ماریانا (آرکانزاس)
ماریانا (آرکانزاس) (به انگلیسی: Marianna, Arkansas) یک شهر در ایالات متحده آمریکا با جمعیت ۴٬۱۱۵ نفر است که در آرکانزاس واقع شده‌است.

## موقعیت جغرافیایی
موقعیت جغرافیایی شهرها و مناطق اطراف به شرح زیر است:

## نگارخانه

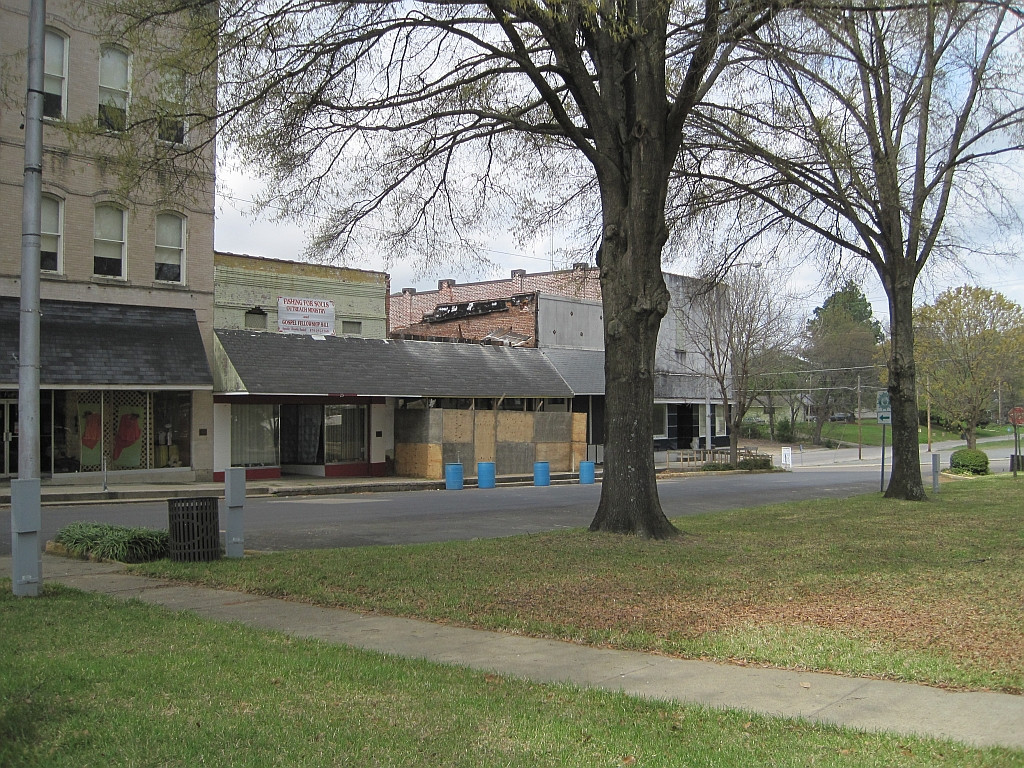
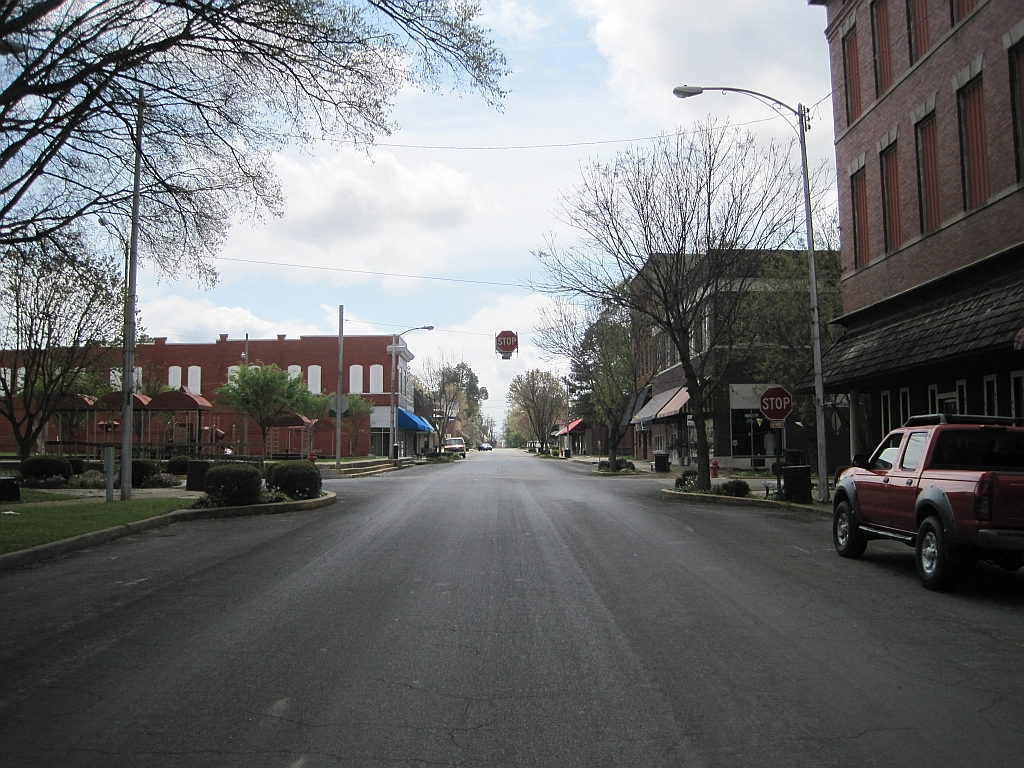
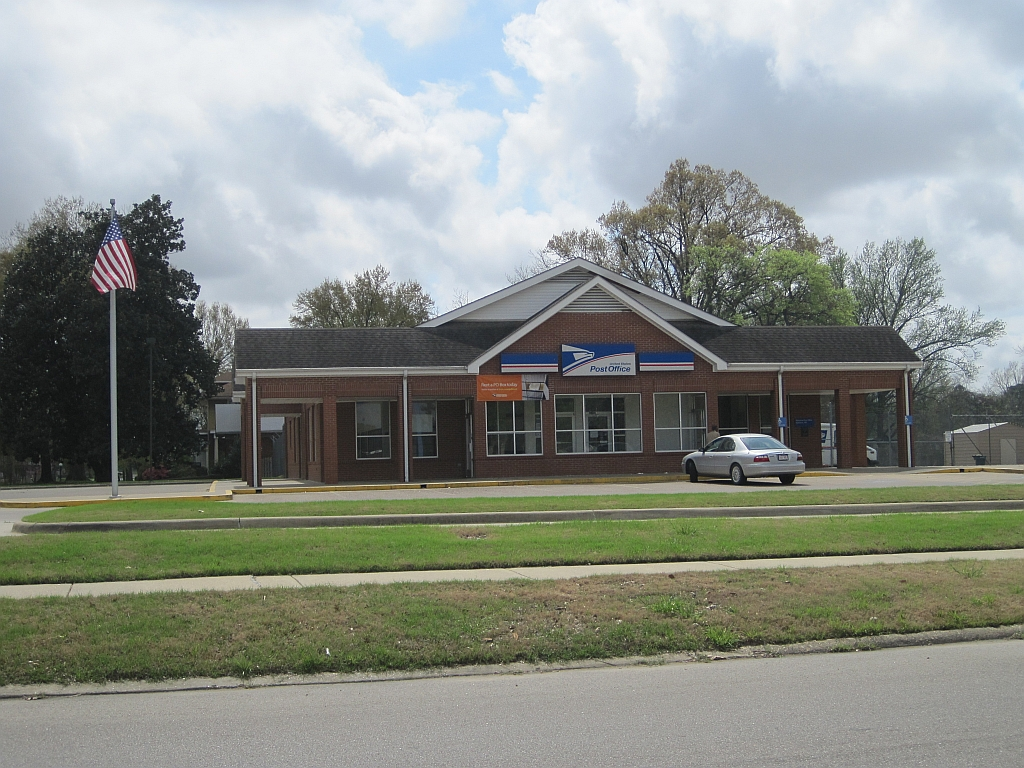
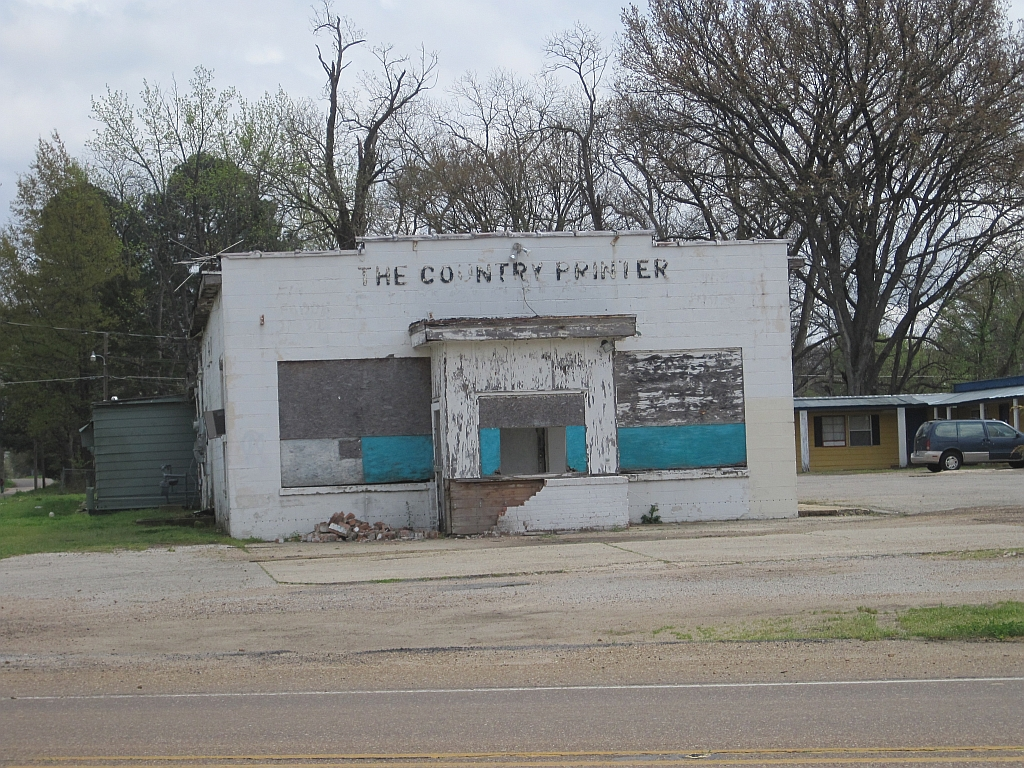
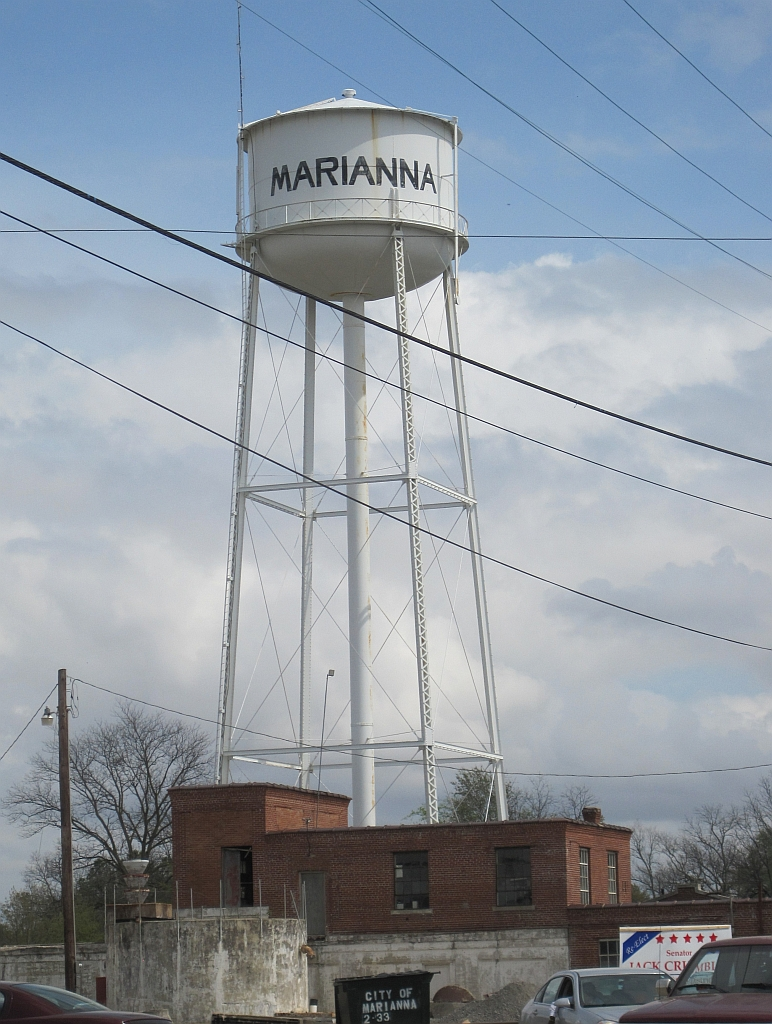
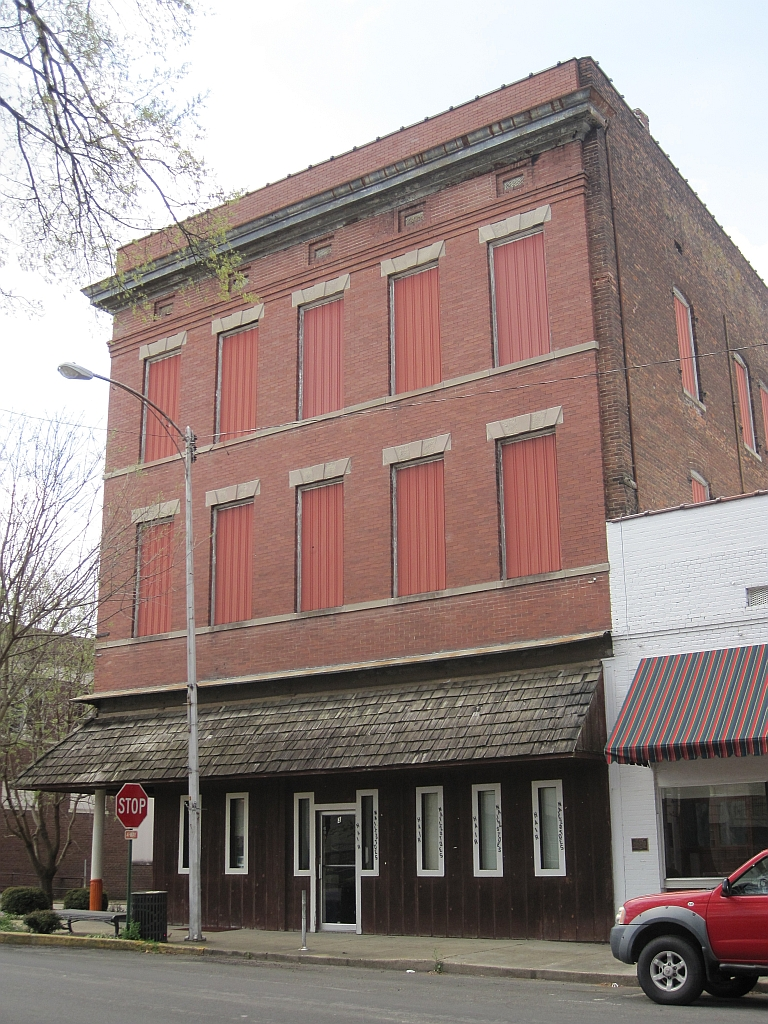